# Guilhem Fabre (pianiste)
 (mars 2025).
Si vous disposez d'ouvrages ou d'articles de référence ou si vous connaissez des sites web de qualité traitant du thème abordé ici, merci de compléter l'article en donnant les références utiles à sa vérifiabilité et en les liant à la section « Notes et références ».
Pour les articles homonymes, voir Guilhem Fabre et Fabre.
Guilhem Fabre est un pianiste et acteur français né en 1989 à Paris. Il est à l'origine du projet uNopia.

## Formation
Guilhem Fabre commence le piano à l’âge de 5 ans à Nîmes. Il entre en 2010 au Conservatoire national supérieur de musique et de danse de Paris dans la classe d'Hortense Cartier-Bresson, et suit également les cours de Roger Muraro. Il obtient en 2015 un Premier Prix à l’unanimité. 
De 2015 à 2017, il complète sa formation à l'Académie russe de musique Gnessine à Moscou, auprès de Tatiana Zelikman. 
Son parcours l’amène à suivre les enseignements de pianistes tels que Jean-Claude Pennetier, François-René Duchâble, Bertrand Chamayou, Alain Planès, ou encore Jacqueline Bourgès-Maunoury. En musique de chambre, il reçoit les conseils de Claire Désert, François Salque, et Marc Coppey. 
En 2016, Guilhem Fabre est désigné Lauréat Musique de la Fondation Banque Populaire dont le jury est présidé par le compositeur Philippe Hersant. 
Il remporte en 2017 le Prix international Pro Musicis présidé par Mme Claire Désert.  

## Carrière

### Interprète
En tant que soliste ou en formation de musique de chambre, Guilhem Fabre se produit en France dans de nombreux festivals comme la Folle Journée de Nantes, à la Salle Gaveau, au Musée d’Orsay ou à la Salle Cortot, et dans différents pays : États-Unis, Russie, Liban, Maroc, Taïwan, Belgique, Turquie, Portugal.
Il joue en soliste avec l’Orchestre Philharmonique du Liban à Beyrouth, ou encore avec l’Orchestre Hexagone et l’Orchestre sous Influences.

### Créateur du projet uNopia
Il est l’initiateur du projet uNopia qui organise depuis 2019 des tournées de concerts dans un camion-scène. Cette aventure permet aujourd’hui d’organiser une trentaine de concerts par an dans toute la France ou à l’étranger. 
Initié par Guilhem Fabre en 2014, uNopia, contraction des mots « utopie » et « piano », a pour mission de faire découvrir et aimer la musique dite « classique » à des publics éloignés, voire écartés des grandes salles de concerts. La démarche est de ne pas faire de différence de genre, d’origine, d’âge dans son approche. Partout, la musique peut être une inspiration, partout, elle peut rompre l’isolement et la peur, partout, elle peut changer des vies.
Avec 160 concerts depuis 2019, uNopia voit grandir une communauté autour de son action et a su susciter l’intérêt de nombreux médias. Le projet est parrainé par François-René Duchâble et s'enrichit de la participation de nombreux artistes chaque année. 

### Acteur
Passionné par le théâtre, Guilhem Fabre est pianiste et comédien dans des créations au Festival d’Avignon, notamment celles de l’écrivain et metteur en scène Olivier Py entre 2016 et 2020 (Les Parisiens, Pur Présent). 
On le retrouve également en 2019 au cinéma dans le film Curiosa réalisé par Lou Jeunet, dans le rôle de Claude Debussy. Il signe aussi des enregistrements des œuvres de ce dernier pour la bande originale. 
Depuis l’été 2021, il joue dans Madame Pylinska et le secret de Chopin aux côtés d’Éric-Emmanuel Schmitt. 
En janvier 2022, il intègre la troupe du Jeu des Ombres de Valère Novarina, mis en scène par Jean Bellorini. 
Il collabore également avec le metteur en scène Lev Dodine.

## Discographie
Son premier disque solo, consacré à Jean-Sébastien Bach et Sergueï Rachmaninov, est sorti le 20 janvier 2023 sous le label 1001 Notes. Il est « Choix de France Musique » et a obtenu 5 diapasons.
Son prochain disque solo, consacré aux œuvres de Claude Debussy et Ludwig van Beethoven, sortira en novembre 2025.